# Fatalità (Ada Negri)
Fatalità è la raccolta poetica d'esordio della scrittrice Ada Negri pubblicata nel 1892 dall'editore Treves a Milano. L'opera ebbe un immediato successo "facendo assurgere la sconosciuta maestrina di Motta Visconti al rango di poetessa nazionale".
In una lettera a Laura Orvieto del 1914 la scrittrice esprimeva il suo stupore per la popolarità così "smisurata" che aveva ottenuto con la sua opera, rimasta la più amata e celebre.

## Opera
Pur essendo presenti nella raccolta alcune liriche di argomento amoroso, Ada Negri è da considerarsi soprattutto una poetessa sociale e, come esprime nel titolo, "il suo destino è quello di essere la voce del popolo, poiché in esso riconosce la sua origine e la sua appartenenza".
Le liriche contenute nella raccolta sono scritte in endecasillabi alternati a settenari e scanditi dalle rime baciate o alternate.
L'opera ricevette attenzione internazionale. Fu tradotta dal Hedwig Jahn in tedesco con in titolo Schicksal (pubblicata nel 1894 a Berlino). In polacco fu tradotta dapprima  da Gabriela Jundziłłowa con il titolo Pieśni niedoli (Varsavia, 1899) e in seguito dalla poetessa Maria Konopnicka col titolo Niedola (Varsavia, 1901, 1904). In lingua armena venne tradotta con in titolo Chakatagir dal padre mechitarista, filologo e traduttore Arsen Ghazikian, che pubblicò la traduzione a Costantinopoli per i tipi di Ō. Barseghean e figli, 1919.